# Політика одного собаки
Політика одного собаки ( кит.: 一犬一户; піньїнь: Yī quǎn yī hù ) — політика китайського уряду, запроваджена у 2006 році і має на меті обмеження мешканців Пекіна, Китай, на утримання не більше одного собаки на сім'ю. Така політика також забороняє мешканцям Пекіна тримати великих (35 см або понад 14 дюймів заввишки) і лютих собак. З травня 2011 року, подібна політика була запроваджена у місті Шанхай : кожному домогосподарству дозволено зареєструвати лише одного собаку, але на відміну від Пекіна, у Шанхаї обмеження щодо розміру собаки відсутні. До прикладу, у Сюйцзяхуей, Шанхай, місцеве кафе Husky Go! дозволяє клієнтам проводити час з сибірськими хаскі, породою собак, яка перевищує 35 см у висоту. Проте, деякі породи собак, які китайська влада вважає потенційно небезпечними, заборонені в Шанхаї, зокрема бульдог, бультер’єр і мастиф.

## Причини
Політика одного собаки була запроваджена в 2006 році як наслідок того факту, що сказ став інфекційною хворобою, яка спричинила найбільше жертв серед населення у тому році. Інформаційне агентство Сіньхуа, офіційне інформаційне агентство китайського уряду, повідомило, що  від сказу померло 318 людей у вересні 2006 року та 2651 людини в 2004 році, останньому році, за який наявні опублікованими дані.  Лише 3% собак у Китаї вакциновані, тоді як у 2005 році лише в Пекіні 69 000 людей звернулися по допомогу у лікуванні від сказу.

## Положення
Політика обмежує кожну сім’ю на утримання щонайбільше одним собакою як у Пекіні, так і в Шанхаї. Також встановлене юридичне обмеження на розмір утримуваних собак, що становить 35 см (14 дюймів) у Пекіні, але не в Шанхаї. Забороняється залишати собак без нагляду. Окрім цього власники не можуть брати своїх собак у громадські місця, такі як ринки, парки та визначні пам’ятки.

## Наслідки
Політика спричинила невеликі протести (зокрема, біля Пекінського зоопарку, у якому брали участь 200 протестувальників). Штраф за утримання більше, ніж одного собаки або собаки великого розміру становить близько 650 доларів США.
Ця політика також викликала неоднозначну реакцію активістів у сфері захисту прав тварин : організація Humane Society of United States критикувала політику, а  PETA її підтримувала.

## Дивитися також
- 2009 Шеньсі, вільна від собак зона
- Політика однієї дитини